# Бъгс Бъни в Шантави заешки истории
„Бъгс Бъни в Шантави заешки истории“ (на английски: The Looney Looney Looney Bugs Bunny Movie) е американски анимационен антологичен филм от 1981 г. с компилация от класическите анимационни късометражни филми от поредиците „Шантави рисунки“ (Looney Tunes) и „Весели мелодии“ (Merrie Melodies) на Warner Bros. и анимационни преодоляващи сцени, продуцирани от Фриц Фреленг, водени от Бъгс Бъни. Новите кадри са продуцирани от Warner Bros. Animation и е първият филм на „Шантави рисунки“ и „Весели мелодии“ с компилация от класически късометражни филми, продуцирани от Warner Bros. Classic Animation.

## Озвучаващ състав
- Мел Бланк – Бъгс Бъни, Дафи Дък, Йосемити Сам, Порки Пиг, Пепе ле Пю, Спийди Гонзалес, Силвестър, Туити, Роки и Мъгси, Крал Артур, Сър Осис от Ливър, Сър Лоин от Бийф, Джери Дракона, Директор на съкровищницата, Съдия, Ченге 1, Ченге 2, Кланси, Кларънс, О'Хара, Котки в Б.А
- Джун Форей – Баба
- Беа Бенадерет – Баба (в класическите анимации, не е посочена в надписите)
- Стан Фрийбърг – Пеещият разказвач, Големият лош вълк, Трите малки прасенца
- Ралф Джеймс – Разказвач (в класическите анимации)
- Франк Нелсън – Сатаната
- Франк Уелкър – Куче репортер, Адвокат, Разказвач

## Домашна употреба
Филмът е пуснат на DVD в Съединените щати на 28 април 2009 г. от Warner Home Video.

## В България
В България първоначално е издаден на VHS от 90-те години с български превод и озвучаване от Васил Кожухаров.
През 2008 г. филмът е излъчен единствено по Diema Family с български войсоувър дублаж, преведен е като „Шантавият филм на Бъгс Бъни“. Екипът се състои от:
| Озвучаващи артисти  | Ани Василева Димитър Иванчев Емил Емилов Здравко Методиев |
| Преводач            | Златина Тенева                                            |
| Тонрежисьор         | Венцислав Станков                                         |
| Режисьор на дублажа | Димитър Кръстев                                           |

На 27 юли 2009 г. е издаден на DVD от Prooptiki и е с български субтитри.